# エルモ・ローパー
エルモ・ローパー（Elmo Roper）として知られるエルモ・バーンズ・ローパー・ジュニア（Elmo Burns Roper, Jr.、1900年7月31日 - 1971年8月30日）は、マーケティングリサーチと世論調査の分野で先駆的な業績を残したアメリカ合衆国の調査実務家。ネブラスカ州ヘブロン（Hebron）生まれ、コネチカット州レディング（Redding, Connecticut）で没した。
1934年にマーケティングリサーチ会社 Cherington, Wood, and Roper の共同創業者となったが、この会社は長続きせず、その後、自分の会社 Elmo Roper, Inc. を設立した。1935年には、有力な出版人であったヘンリー・ルース（Henry Luce）の依頼で、『フォーチュン (Fortune)』誌のための調査を請け負うようになり、以降15年間にわたって様々な調査を実施した。1936年には、大統領選挙においてフランクリン・デラノ・ルーズベルトのアルフ・ランドンに対する勝利を予測したが、実際の得票率との予測値の差は0.9%以内に収まった。1940年には、大統領選挙においてもルーズベルトの勝利を予測したが、実際の得票率との予測値の差は0.5%以内に収まり、ローパーの予測技法の評判をいよいよ高めることになった。1940年、ルーズベルトはロ—パーに、レンドリース法（武器貸与法）に対する世論の評価を、同法の実施に先んじて行なわせた。1942年、戦略諜報局(OSS)の長官であったウィリアム・ドノバンに依頼されたローパーは、長官代理の任に就くことになり、その後も引き続き合衆国戦時情報局（Office of War Information, OWI）に勤務した。OWI離任後の1947年、ローパーは、コネチカット大学にローパー世論調査センター（Roper Center for Public Opinion Research）を創設した。
ローパー世論調査会社（Roper Opinion Research Company、通称「ローパー・ポール (Roper Poll)」）は、後に Roper Starch Worldwide Company と改称し、さらにイギリスの市場調査会社NOPの傘下に入ったが、2005年にNOPがドイツのGfK傘下となったため、そのグループ企業となった。 

## 家族
ローパーの息子、バーンズ・ローパー（Burns Roper）は、父と同様に調査実務家であった。